# Phytoliriomyza scotica
Phytoliriomyza scotica este o specie de muște din genul Phytoliriomyza, familia Agromyzidae, descrisă de Spencer în anul 1962. Conform Catalogue of Life specia Phytoliriomyza scotica nu are subspecii cunoscute.